# Potensaari
Potensaari är en ö i Finland.   Den ligger i kommunen Sulkava i den ekonomiska regionen  Nyslotts ekonomiska region  och landskapet Södra Savolax, i den sydöstra delen av landet, 260 km nordost om huvudstaden Helsingfors. Potensaari ligger i sjön Kaipolanlahti.